# Девлетгильдино
Девлетгильдино (чув. Уй Пилемĕч) — деревня в Мариинско-Посадском муниципальном округе Чувашской Республики России. С 2004 до 2023 года входила в состав Карабашского сельского поселения. С 2023 года входит в состав Карабашского территориального отдела.

## География
Деревня находится в северо-восточной части Чувашии, в пределах Чувашского плато, в зоне хвойно-широколиственных лесов, к северу от реки Чулкаси, на расстоянии примерно 16 километров (по прямой) к юго-востоку от города Мариинский Посад, административного центра района. Абсолютная высота — 149 метров над уровнем моря.

### Часовой пояс
Деревня Девлетгильдино, как и вся Чувашия, находится в часовой зоне МСК (московское время). Смещение применяемого времени относительно UTC составляет +3:00.

## Население
| 2010 | 2012 |
| ---- | ---- |
| 55   | ↘52  |

### Половой состав
По данным Всероссийской переписи населения 2010 года в гендерной структуре населения мужчины составляли 72,7 %, женщины — соответственно 27,3 %.

### Национальный состав
Согласно результатам переписи 2002 года, в национальной структуре населения чуваши составляли 98 % из 64 чел.